# François de Faudoas
Ne doit pas être confondu avec Jean Francois de Faudoas, comte de Belin.
François de Faudoas d'Averton, (1583-1638), est un protecteur renommé d'auteurs et metteurs en scène du XVIIe siècle. Comte de Belin, baron de Milly en Gâtinais, châtelain d’Orthe, seigneur du Bourg d'Averton, Tessé, de la forêt de Pail, 1614, châtelain de Vaux en Belin, 1630, du Vieil-Averton, 1637. Chevalier de l'Ordre du roi, il bâtit le Château d'Averton. Il y résidait souvent, se livrant à sa passion pour la chasse, et mourut le 29 septembre 1638 au logis de l'Orgerie, au milieu de la Forêt de Pail, où il avait fondé la chapelle de Saint-Hubert.

## Biographie

### Militaire
Fils de Jean-François de Faudoas de Sérillac, capitaine de cinquante hommes d’armes, François d’Averton avait été créé bailli d’Alençon par la reine-mère Marie de Médicis. Nommé aussi chevalier des ordres du roi, il n’avait pas reçu le collier, bien qu’il eût fait les preuves nécessaires.
Cela vint, dit-on, de ce qu’en 1620 il n’eut pas une attitude assez ferme dans la lutte entre le jeune Louis XIII et Marie de Médicis, brouillée avec le roi son fils. Il s’était emparé du Château d’Alençon malgré les dispositions de la population pour le roi; mais il ne prit aucune des mesures nécessaires pour arrêter l’armée royale et conserver à la Marie de Médicis ce château que Charles Ier de Créquy reprit facilement.
Son peu de fermeté dans ces querelles lui ayant fait perdre les bonnes grâces de la cour, il s’était retiré à Averton, où il fit commencer son superbe Château d'Averton que la mort ne devait pas lui permettre de terminer.
« Cela ne l’empêcha pas de conserver une grande situation dans sa province. Il y était intimement lié avec tous les Lavardin, et surtout avec Charles de Beaumanoir de Lavardin, évêque du Mans. On voit le comte de Belin assister à tous les actes importants qui intéressent cette famille. Il séjournait souvent au Mans, où il avait un hôtel. Notice biographique »

### Constructeur
François d’Averton avait abandonné complètement le vieux château de Belin pour construire, vers 1630, celui du Plessis. Le projet était magnifique : il fut forcé de l’abandonner et l’achèvement n’eut lieu qu’en 1656.
Le 26 avril 1630, il acquit la seigneurie de Vaux en Belin du cardinal de Richelieu. Le 19 janvier 1632, François d’Averton, « étant de présent à Paris logé Rue Vieille-du-Temple, en la maison du Cheval-Blanc », faisait don pur et simple à ses cousins François de Faudoas, baron de Sérillac, Jean, seigneur de Martel, et Jean, baron de la Serre et de Sérillac, de tout ce qu’il pouvait prétendre sur la baronnie de Sérillac en Gaure pour raison des droits successifs de son père.
À partir de 1637, accable par la maladie et la douleur d’avoir perdu plusieurs de ses fils, il vint s’installer au Mans, auprès de son ami, Charles de Beaumanoir de Lavardin. Le 20 novembre 1637, « au jardin du révérend évesque du Mans scitué au faulbourg Sainct-Vincent, estant sain d’esprit et d’entendement, néanmoins détenu au lict par maladye corporelle », il dicta son testament Il mourut le 29 septembre 1638 au logis de l'Orgerie, au milieu de la Forêt de Pail, où il avait fondé la chapelle de Saint-Hubert. Son cœur fut apporté, le 4 octobre 1638, en l’église de Laigné-en-Belin, puis, le 10 octobre 1638, en celle de Saint-Gervais-en-Belin, où une inscription placée dans la nef indique l’endroit où il fut déposé.

### Succession
François d’Averton laissait à ses enfants une importante succession qui comprenait le comté de Belin avec les châteaux du Plessis et de Vaux, les seigneuries du Bourg d’Averton et du Vieil-Averton, la forêt de Pail, les baronnies d’Orthe et de Milly, les terres de Saint-Loup et de Tessé. En outre, tant du chef de sa femme que par le décès de la marquise de Villars, il laissait la baronnie de Gayette, en Bourbonnais; la vidamie de Meaux et la seigneurie de Tribardoul, en Brie; les baronnies d’Autré, Chaux et Flagy, en Franche-Comté. Ces dernières terres provenaient du don qu’avait fait à ses neveux, le 25 février 1623, Eléonore de Thomassin, veuve du marquis de Villars.

### Protecteur
Le comte de Belin ne se contenta pas d’élever ou d’embellir de splendides résidences : il se mit à aimer la poésie, le théâtre, à protéger les auteurs célèbres de l’époque, entre autres Jean Mairet, Scarron et Jean de Rotrou, pour lesquels il se montra un généreux Mécène.
Il est en quelque sorte l'actionnaire et le protecteur du théâtre du Marais à Paris, à l'époque à laquelle Jean Mairet ou Pierre Corneille y représentaient leurs premières pièces. Il est aussi le mécène de Jean de Rotrou. Il est mis au centre de la querelle du Cid, alors qu'il recevait Mairet et ses amis dans son hôtel particulier du Mans et son château situé aux alentours de la ville, Corneille publie à Rouen son Excuse à Ariste qui mit le feu aux poudres. Mairet, qui se trouve alors avec son protecteur, réplique dès le jour suivant en envoyant un texte aux imprimeries du Mans. La querelle dure ainsi pendant plus d'un an et le comte encouragera Mairet et ses amis à répondre à Pierre Corneille en appelant au plagiat. La querelle s'achève sous l'impulsion de Richelieu avec sa demande de jugement (plutôt exigence de jugement) au Collège de France.

## Sources partielles
- « François de Faudoas », dans Alphonse-Victor Angot et Ferdinand Gaugain, Dictionnaire historique, topographique et biographique de la Mayenne, Laval, A. Goupil, 1900-1910 [détail des éditions] (BNF 34106789, présentation en ligne)
- Ambroise Ledru, Eugène Vallée, La Maison de Faudoas, Gascogne, Maine et Normandie A. Lemerre (Paris). 1907-1908  Voir en ligne